# 大斯默斯塔布峰
61°34′18″N 8°7′9″E / 61.57167°N 8.11917°E

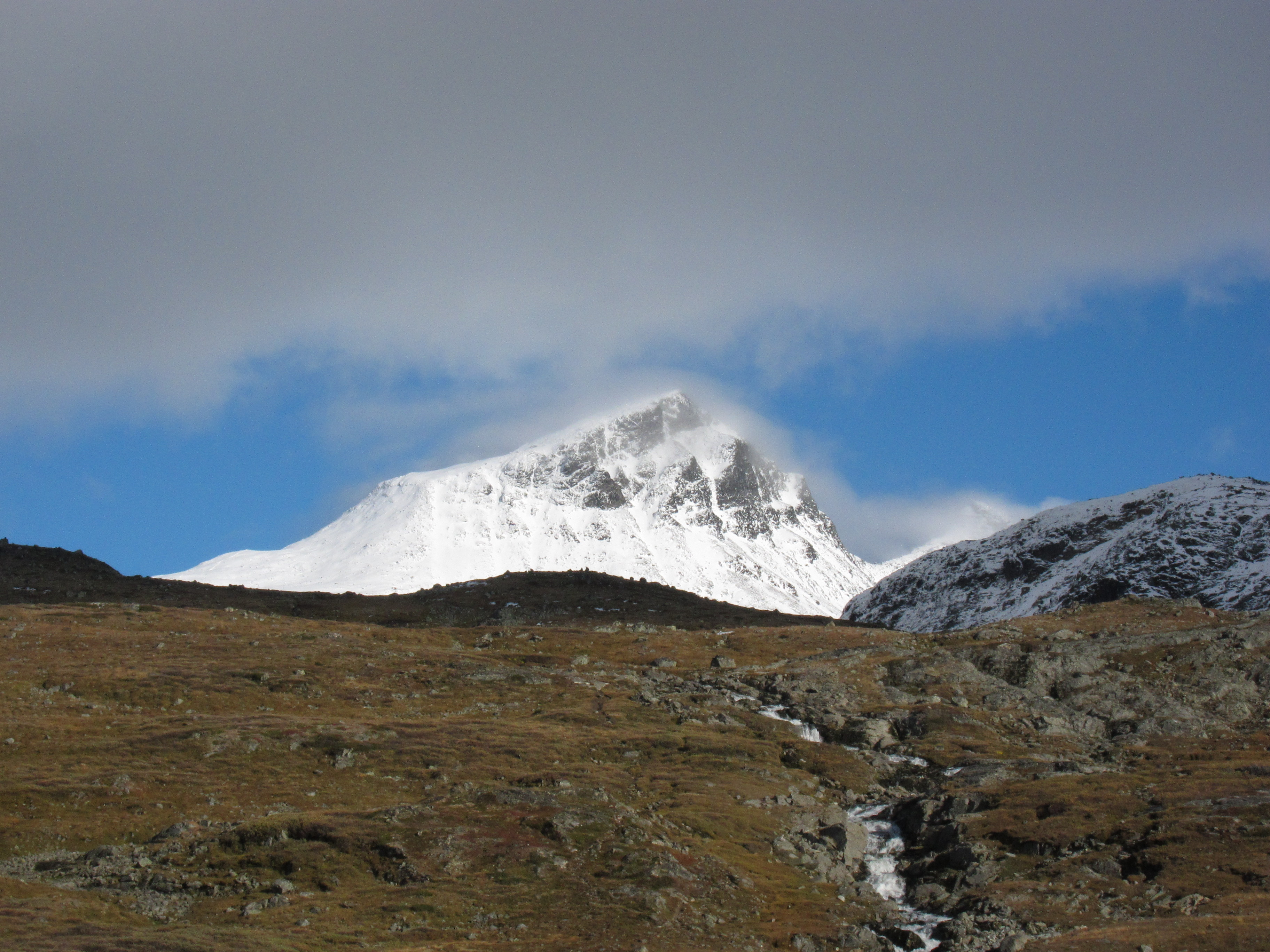

大斯默斯塔布峰是挪威的山峰，位於該國東南部內陸郡，處於洛姆，距離首都奧斯陸230公里，屬於尤通黑門山脈的一部分，海拔高度1,900米，受凍原氣候影響。